# Mitridates I d'Ibèria
* Hi va haver un anterior  Mitridates d'Ibèria (autèntic Mitridates I d'Ibèria) que probablement cal identificar amb Adreki d'Ibèria
Mitridates I o Mihrdat I de Mtskheta, (mort el 129), fou un rei d'Ibèria a Mtskheta, que hauria regnat del 113 al 129. Tot i que tradicionalment és considerat com el primer Mitridates, o I, en realitat el pare de Pharsman I d'Ibèria ja va portar aquest nom en les fonts clàssiques (probablement el Adreki d'Ibèria de les fonts georgianes) i seria l'autentic Mitridates I d'Iberia, mentre que el d'aquest article hauria de ser Mitridates de Mtskheta. S'ha conservat l'ordinal per mantenir el nom tradicional a les fonts.
Era fill de Derok, al que va succeir vers el 113. a la seva "Histoire de la Géorgie", Marie-Félicité Brosset diu que d'acord amb la Crònica georgiana del príncep Vakhouxti Bagration, Mihrdat o Mitridates s'hauria casat amb una princesa dels parts, el que va molestar al seu parent Pharsman II el Benefactor que regnava al sud del regne amb seu a Armazi. Per evitar una guerra civil al país, Mihrdat o Mitridates va decidir matar Pharsman en un banquet, de manera discreta. Però aquest va endevinar o va saber el complot i va declarar la guerra a Mihrdat I, que fou derrotat i es va haver de refugiar a la cort de Pàrtia. El rei d'Armazi va posar al tron de Mtskheta al seu spaspet Farnabaz, que va igualar a Pharsman en la seva activitat guerrera. Al cap d'uns anys Mihrdat o Mitridates va retornar amb un exèrcit part i va aconseguir fer assassinar Pharsman II, recuperant el tron; la família de Pharsman es va refugiar a Armènia. Mirhdat I, ja en el tron altre cop, es va aliar als pobles del Caucas, preparant una guerra imminent, que efectivament va esclatar: amb el suport dels romans (que van enviar tropes) el rei d'Armènia va envair el regne d'Ibèria, i va capturar i matar a Mihrdat i va posar al tron d'una Ibèria reunificada a Radamist, fill de Pharsman II.